# Elland Road
Az Elland Road egy labdarúgó-stadion Leedsben, Angliában.
A stadion a Leeds United nevezetű helyi csapat otthonául szolgál.
Az 1996-os labdarúgó-Európa-bajnokság egyik helyszíne volt. Befogadóképessége 37 914 fő számára biztosított, amely mind ülőhely.

## Története
A stadion 1897-ben épült. 1904-től a Leeds City FC otthona volt, melyet 1919-ben felszámoltak. Az új csapat a Leeds United nevet kapta. Története során több alkalommal is átesett felújításon, illetve a bővítésen. A 12. legnagyobb stadion Angliában és másodiknak számít a Premier Leaguen kívüli létesítmények között.

## Események

### 1996-os Európa-bajnokság
| Dátum       | Időpont UTC+2 | Pályaválasztó | Eredmény | Vendég        | Forduló   | Nézők  |
| ----------- | ------------- | ------------- | -------- | ------------- | --------- | ------ |
| 1996.06.09. | 15.30         | Spanyolország | 1–1      | Bulgária      | B csoport | 24 006 |
| 1996.06.15. | 19.00         | Franciaország | 1–1      | Spanyolország | B csoport | 35 626 |
| 1996.06.18. | 17.30         | Románia       | 1–2      | Spanyolország | B csoport | 32 719 |